# Kathleen Fiedler
Kathleen Fiedler (* 5. Oktober 1984 in Ost-Berlin) ist eine deutsche Schauspielerin.

## Leben und Karriere
Fiedler machte 2000 ihren Realschulabschluss und sammelte Kameraerfahrung in der Electronic Theatre Controls (ETC). 
Ihren ersten Auftritt in der Daily Soap Unter uns auf RTL hatte sie am 15. Juni 2006. Dort spielte sie die Rolle der Anna Weigel, die vorher Janis Rattenni von 1994 bis 2004 verkörpert hatte. 2010 stieg sie offiziell aus der Soap aus. Ihre Rolle übernahm Marylu-Saskia Poolman.
Von 2011 bis 2012 spielte Fiedler in der ARD-Telenovela Sturm der Liebe die Rolle der Brigitte „Gitti“ König. Fiedler lebt in Brandenburg.

## Filmografie (Auswahl)
- 1996: Praxis Bülowbogen
- 1997: Liebe, Lügen und Geheimnisse
- 1999: Gestern ist nie vorbei
- 1999: Jedermann – Theater
- 2001: Venus Talking
- 2001: Wolffs Revier
- 2001: Dr. Sommerfeld – Neues vom Bülowbogen
- 2001: Wahnsinnsweiber (Durchgehende Rolle)
- 2002: Treffpunkt Berlin (Hauptrolle)
- 2003: Für alle Fälle Stefanie
- 2004: Frau fährt, Mann schläft
- 2004: Fliehendes Land
- 2006–2010: Unter uns
- 2011–2012: Sturm der Liebe